# حمله مارک آنتونی به ایران

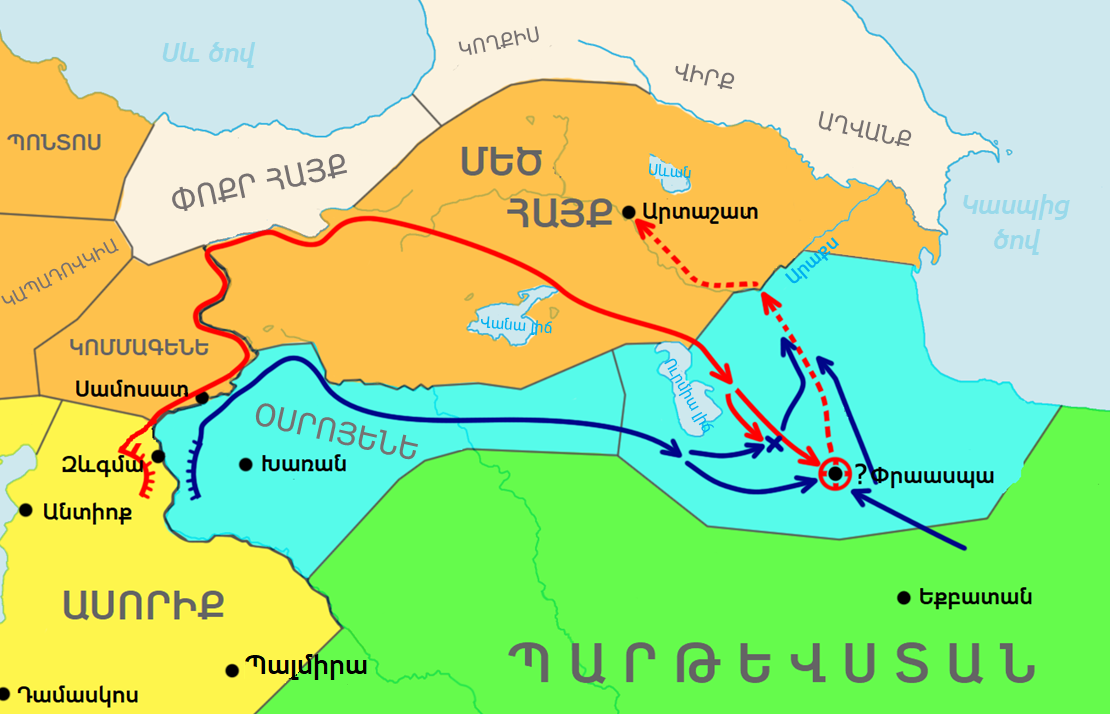
پراکندگی حمله مارک آنتونی به قلمروی ایران

حمله مارک آنتونی به ایران جنگ بزرگی بود که میان جمهوری روم، به سرکردگی مارکوس آنتونیوس، و شاهنشاهی ایران، به رهبری فرهاد چهارم، روی داد.
ژولیوس سزار درحالی توسط سنا ترور شد که درحال برنامه‌ریزی برای حمله به ایران بود. چهار سال پس از ترور سزار، ایرانیان با نیروهای جمهوری‌خواه رومی متحد شدند و به شرق جمهوری روم، منطقه‌ای که مطابق قرارداد میان اعضای حکومت سه نفره دوم در اختیار آنتونی (آنتونیوس) بود، حمله بردند. باوجود اینکه ایرانیان در ابتدا به صورت رعدآسایی بخش‌های بزرگی از آسیای کوچک و شام را فتح کردند، آنتونی توانست در یک ضدحمله مناطق اشغال شده را آزاد سازد.
پس از بیرون راندن نیروهای ایرانی از قلمروی جمهوری روم، مارک آنتونی، با همکاری متحدان منطقه‌ای خود، سپاهی که بالغ بر صد هزار نفر بود را به سمت شرق روانه کرد، اما به صورت خفت‌باری شکست خورد و مجبور به عقب‌نشینی شد. تاریخ‌نگاران معمولاً عقب‌نشینی فاجعه‌بار او را با عقب‌نشینی ناپلئون از روسیه که منجر به مرگ صدها هزار نفر از سربازان ارتش بزرگ شد، مقایسه می‌کنند. پلوتارک می‌گوید پس از گذر از رود ارس و خروج از خاک ایران، رومیان مانند نجات یافتگان از دریا زمین را می‌بوسیدند و گریه‌کنان یکدیگر را در آغوش می‌گرفتند.
صلح‌نهایی سیزده سال پس از پایان این جنگ، میان آگوستوس- نخستین امپراتور روم - و فرهاد چهارم به امضا رسید.

## پیش‌زمینه
پس از اینکه ژولیوس سزار در جنگ داخلی به پیروزی رسید، برای تلافی حمایت ایران از پوپمیوس - که در این جنگ از سزار شکست خورده بود - مشغول آماده‌سازی ارتش بزرگی شد تا به شرق حمله‌ور شود. علاوه بر انگیزه شخصی، سزار می‌توانست تا با بهانه گرفتن انتقامِ نبرد حران، افکار عمومی را به سمت حمایت از خود معطوف کند. با این حال، این اتفاق به دلیل ترور سزار توسط سناتورهای رومی، نیمه تمام ماند. مدتی پس از مرگ او، حکومت سه‌نفره دومی شکل گرفت که اعضای آن مارکوس آنتونیوس، مارکوس لپیدوس و گایوس اوکتاویانوس (آگوستوس)، بودند. پس از پیروزی سزاریان در برابر رهایی‌بخشان در نبرد فیلیپی، طرفداران ژولیوس سزار عملاً قدرت را در جمهوری روم به دست گرفتند. مدت کوتاهی بعد، نیروهای ایران به آسیای مقدم، سوریه و یهودیه که همگی زیر فرمان جمهوری روم بودند، حمله‌ور شدند. ایرانیان در یهودیه حاکم دست‌نشانده روم، هیرکانیوس دوم را برکنار کردند و آنتیگونوس، از یهودیان طرفدار ایران، را به عنوان حاکم جدید برتخت نشاندند. گفته شده که آنتیگونوس پس از دستگیری هیرکانیوس، گوش‌های او (که عمویش هم بود) را بریده بود تا دیگر صلاحیت برتخت نشینی را نداشته باشد.
با این حال، پیشروی سریع ایرانیان در سرزمین‌های شرقی روم با ضد حمله سریع رومیان متوقف شد. پابلیوس ونتیدیوس باسوس، از ژنرال‌های آنتونی، نیروهای جمهوری‌خواه را در آناتولی و نیروهای ایرانی را در شام و فلسطین شکست دادند و مناطق اشغال شده را آزاد ساختند. حالا آنتونی فرصت را برای حمله به ایران مناسب می‌دید.

## جنگ
با کمک مارک آنتونی، هیرود از خویشاوندان هیرکانیوس دوم و کسی که در حمله اشکانیان به یهودیه، از چنگ ایرانیان گریخته بود، به یهودیه بازگشت و به عنوان دست‌نشانده روم در سال ۳۷ پیش از میلاد در اورشلیم برتخت نشست. پس از آن، آنتونی با حمله به آذربایجان، حمله به خاک اصلی ایران را آغاز کرد. او که کمک شاهان پونتوس، ارمنستان، کاپادوکیه و گالاتیا را با خود داشت، حدود ۱۰۰ هزار سرباز را به سمت ایران روانه کرده بود. استراتژی آنتوان این بود که این بار در دشت بین‌النهرین با ارتش ایران مواجه نشود و بنا به توصیه آرتاباز؛آرتاواز، شاه ارمنستان از راه آذربایجان وارد خاک ایران گردد. خود شاه ارمنستان نیز با ۱۳۰۰۰ نفر به سپاه روم پیوست.
قبل از ورود به خاک ایران، آنتوان از ارتش خود سان دید. سپاه او شامل ۶۰ هزار پیاده‌نظام رومی و ده هزار سوار گلوا (فرانسوی) و اسپانیولی و ۳۰ هزار سوار و پیاده از سوی متحدین روم و ۱۳ هزار سوار و پیاده ارمنستان بود.
آنتوان به توصیه متّحدین خود مبنی بر ماندن در ارمنستان برای اتمام زمستان گوش نکرد و با عبور از رود ارس وارد خاک آتروپاتن (آذربایجان) گردید.
او ۳۰۰ عرّاده حامل ادوات قلعه کوبی را که باعث کُند شدن حرکت سپاهش شده بود را در عقب گذاشت و مستقیماً به سمت شهر فراد (حوالی دریاچه ارومیه) حرکت نمود ولی با رسیدن به این شهر، آنتوان متوجّه شد که برای فتح آن، نیاز به ادوات قلعه کوبی دارد، بنابراین محاصره شهر را آغاز کرد تا این ادوات برسند.
فرهاد چهارم با مطّلع شدن از این خبر، دسته‌هایی از ارتش را برای نابودی این ادوات فرستاد. در این میان پادشاه ارمنستان که از این لشکر کشی ناامید شده بود با سپاهش به ارمنستان بازگشت.
آنتوان در خارج از شهر با دسته‌های ارتش ایران مواجه شد که به طور دائم به صورت جنگ و گریز به سپاه روم حمله می‌کردند. حتّی نظامی‌های شهر فراد نیز از شهر خارج شده و به ارتش روم حمله می‌کردند.
با دشوار شدن شرایط تأمین غذا و سرما، آنتوان به فرهاد چهارم پیام داد که اگر پرچم‌ها و اسرای رومی که در جنگ با کراسوس در نبرد کاره گرفته‌اند را پس بدهند، او حاضر به عقب‌نشینی از خاک ایران است. فرهاد چهارم مذاکراتی را با او شروع کرد، ولی حاضر به پس دادن پرچم‌های ارتش روم نشد.
آنتوان سپاه روم را از همان مسیر آذربایجان به سوی مرز ایران حرکت داده و دستور عقب‌نشینی داد ولی از روز چهارم عقب‌نشینی تا زمانیکه به رود ارس رسیدند، به طور دائم مورد حملات جنگ و گریزی ارتش ایران قرار داشتند. این حملات در دنیای امروز به نام جنگ‌های پارتیزانی شناخته می‌شود که اشاره به شیوه نبرد پارت‌ها دارد. عقب‌نشینی سپاه روم تا رسیدن به ارس ۲۷ روز به طول انجامید و صورت فاجعه باری به خود گرفت. گفته شده رومیان پس از خروج از آذربایجان یکدیگر را در آغوش می‌گرفتند و گریه‌کنان زمین را می‌بوسیدند.
آنتوان چون وارد خاک ارمنستان گردید متوجّه شد که تلفات سپاهش به ۲۰ هزار نفر پیاده‌نظام و ۴ هزار سوار رسیده‌است و تا بازگشت او به فنیقیه ۸ هزار تلفات دیگر هم داد.

## پیامد
این بزرگ‌ترین سپاهی بود که تا آن زمان به کشور ایران حمله کرده بود. با شکست روم از ایران در این نبرد، روم به‌کلی تلاش برای فتح ایران را کنار گذاشت و رودخانه فرات مرز بین این دو کشور شناخته شد. پس از آنتوان، آگوستوس امپراتور جدید روم، روابط خوبی با فرهاد چهارم برقرار نمود و بنا به درخواست او، ایران پرچم‌های غنیمت گرفته شده در نبرد حران را به دولت روم پس داد که باعث برگذاری جشن‌های زیادی در کشور روم گردید و معبدی به یادگار برای این موفقیت در روم ساخته شد.
پس از شکست و عقب‌نشینی از ایران، آنتونیوس تلاش کرد تا پادشاهی ارمنستان را به عنوان یک استان رومی ضمیمه کند؛ او با یاری کلئوپاترا، ملکه معروف مصر، به ارمنستان حمله برد. هرچند در ضمیمه این منطقه ناکام ماند، اما توانست شاه ارمنستان را دستگیر کرده و در زنجیرهای طلایی، برای کلئوپاترا بفرستد. پس از بازگشت به اسکندریه، از آنتونی مانند یک پیروز استقبال شد.